# Vega Alta
Vega Alta ist eine der 78 Gemeinden von Puerto Rico.
Sie liegt an der Nordküste von Puerto Rico. Sie hatte 2019 eine Einwohnerzahl von 36.061 Personen.

## Geschichte
Vega Alta wurde im Jahr 1775 von Francisco de los Olivos gegründet. Sie hieß zunächst La Vega de Espinosa und war bekannt als el pueblo de los Ñangotaos („die Stadt der Hocker“, in Anspielung auf die jíbaros Landbewohner, die mangels Bänken in hockender Position auf den Zug warteten). Davor war es Teil einer Gruppe von Städten, die als Las Vegas bekannt waren. Damals wurde ein Gebiet Vega Baja und das andere Vega Alta genannt.
Am 12. Oktober 1898 empfing der Bürgermeister der Stadt, Francisco Vega, US-Truppen im Rahmen des Spanisch-Amerikanischen Krieges. An diesem Tag wurde zum ersten Mal in der Geschichte von Vega Alta die US-Flagge auf dem Rathaus gehisst. Von 1902 bis 1905 wurde Vega Alta wieder Teil der Nachbarstadt Vega Baja. Im Jahr 1905 erließ die Regierung von Puerto Rico ein Gesetz, das Vega Alta erlaubte, eine Gemeinde mit eigenen Grenzen zu werden.

## Gliederung
Die Gemeinde ist in 8 Barrios aufgeteilt:
1. Bajura
2. Candelaria
3. Cienegueta
4. Espinosa
5. Maricao
6. Mavilla
7. Sabana
8. Vega Alta barrio-pueblo